# 眼帯

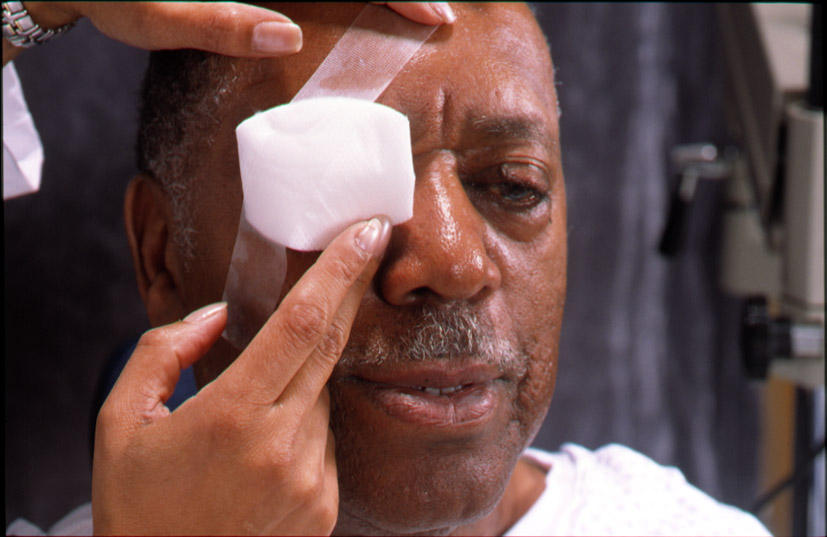
眼帯をした男性

眼帯（がんたい、英: eyepatch）とは、片方の眼球を保護、または湿布するために目にあてるあて布。

## 概要
あて布の両端には紐またはゴムがついており、それを頭にくくりつけるか耳にかけるなどして、あて布を固定する。また、粘着材を使用して貼りつける眼帯も用いられている。目の疾病・目の怪我を隠すため手術後の患部保護・弱視と斜視の訓練などに使われる。日本では白系の色の物がよく用いられているが、欧米では黒眼帯を示すことが多い。
粘着材を用いた眼帯について、欧米では一般的なアイケアアイテムと認識され、また、日本でも眼球摘出手術が以前ほど行われなくなった事情もあり、2000年代以降、義眼に比べ普及しつつある。

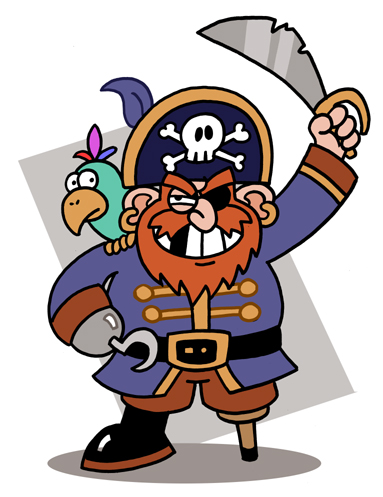
ポップカルチャーにおけるステレオタイプな海賊のカリカチュア。眼帯が特徴の一つ。

## 眼帯をしていることで知られる人物
- モーシェ・ダヤン
- クラウス・フォン・シュタウフェンベルク
- タモリ（デビュー初期につけていた）
- ジ・エンフォーサー
- ジェイムズ・ジョイス
- フリッツ・ラング
- ジャン＝ピエール・ラフィット
- ピラタ・モルガン
- メリー・コルヴィン
- 伊達政宗
- 夏侯惇
- 柳生三厳（柳生十兵衛)（後世のフィクション上で）
- 丹下段平（漫画『あしたのジョー』の登場人物。ボクシングトレーナーで常に眼帯を着用。元プロボクサーで日本タイトル戦の直前に左目を失明したという設定。）
- ドクター・キリコ（漫画『ブラック・ジャック』の登場人物。安楽死を請け負う医師。）